# Шанта (річка)
Шанта — річка в Україні, у Тячівському і Рахівському районах Закарпатської області. Права притока Малої Шопурки (басейн Дунаю).

## Опис
Довжина річки приблизно 5 км. Формується з багатьох безіменних струмків.

## Розташування
Бере початок на південно-східних схилах гірської вершини Темпи. Тече переважно на південний схід і впадає у річку Малу Шопурку, праву притоку Шопурки.